# Hémostase
L'hémostase est l'ensemble des phénomènes du sang et des vaisseaux sanguins prévenant ou permettant l'arrêt de l'écoulement du sang et  ainsi, contrôlant physiologiquement le retour à une circulation normale. Une séquence d'activation physiologique et moléculaire s'enclenche pour éviter le saignement en cas de brèche vasculaire. Celle-ci aboutit à la formation d'un caillot sanguin sur son site actif (la brèche vasculaire), grâce à des processus de régulation. L'hémostase peut être décrite schématiquement en plusieurs étapes :[réf. nécessaire]
1. Le temps de réaction vasculaire (concerne la contraction de l'endothélium) ;
2. Le temps plaquettaire (premier élément interne au sang réagissant : les plaquettes) ;
3. Le temps de coagulation (activation de facteurs de coagulation menant à la formation d'un caillot) ;
4. La fibrinolyse (post-coagulation avec destruction du réseau de fibrine et donc du caillot).

Le processus d'hémostase peut dysfonctionner sous de nombreux aspects et de par ce fait amener au développement de nombreuses pathologies. La connaissance de ce processus permet d'adapter les soins aux individus souffrant de problèmes hémostatiques et leurs caractéristiques.
De nombreux médicaments permettent de contrôler le processus d'hémostase et ainsi d'éviter la formation de caillots sanguins ou la survenue d'hémorragie. Certains, utilisés depuis de nombreuses années, sont susceptibles d'avoir un effet contraire à celui escompté, comme l'héparine qui provoque des troubles TIH. De nouvelles solutions médicamenteuses sont proposées. 
En dehors de ce champ de prophylaxie, il existe aussi des soins regroupés sous le terme hémostase médicale, ne passant pas par une prise de médicament mais qui mettent en œuvre des techniques physiques d'arrêt de l'hémorragie.

## Balance hémostatique

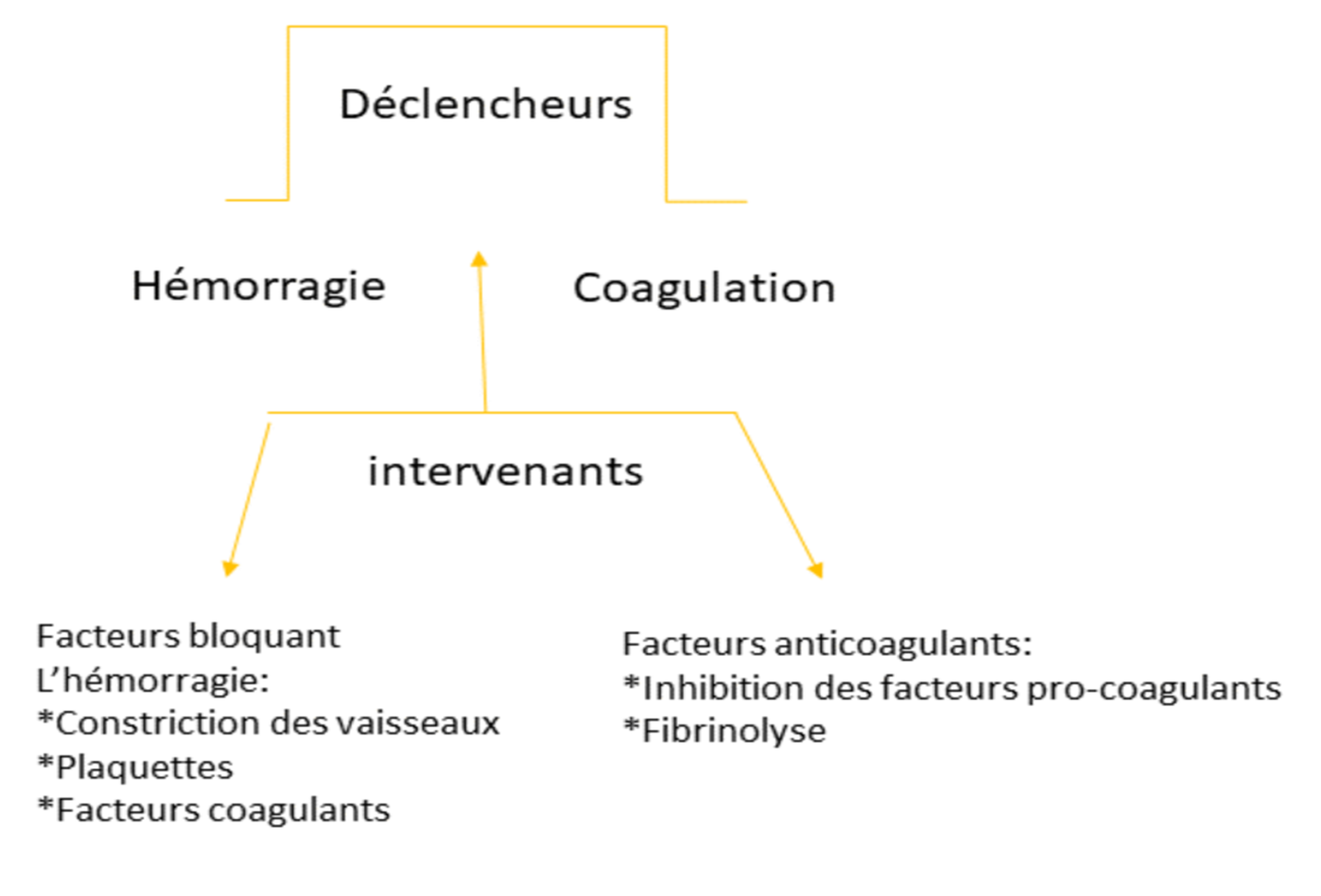
Hémostase : équilibre entre le déclenchement du processus de coagulation et la neutralisation de celui-ci par la fibrinolyse, selon les acteurs intervenants et leur concentration.

La cascade de coagulation, troisième étape de l'hémostase, entraîne la formation d'un caillot sanguin par l'apparition de facteurs procoagulants. Des mécanismes de régulation se déclenchent ensuite, permettant d'éviter que l'état thrombotique (formation de thrombus, ou caillots sanguins) ne se généralise à toute la circulation (apparition de facteurs anticoagulants). En fin de processus thrombotique, le caillot sanguin est dissous dans le processus de fibrinolyse par l'activation de facteurs spécifiques apparaissant dès le début de la thrombose. L'apparition de l'état de thrombose ou de circulation fluide du sang dépend donc de la concentration de ces différents facteurs à chaque étape de l'hémostase.
Cet équilibre peut être représenté sous forme de  balance hémostatique, observable, entre autres, dans la cascade de coagulation. Certains facteurs permettant la formation du caillot sanguin génèrent aussi les facteurs de neutralisation de la coagulation. Ainsi, la thrombine, facteur de coagulation, transforme le fibrinogène en fibrine et permet la formation du thrombus, mais elle permet aussi l'activation d'autres facteurs de la coagulation et génère sa propre activation et entraîne donc la balance dans le sens de la coagulation. La thrombine active en parallèle la thrombomoduline ce qui conduit à l'arrêt du processus de coagulation, par l'intermédiaire de la protéine C et de la protéine S. La concentration des différents acteurs détermine lequel des processus sera privilégié.

## Physiologie
Lorsqu'un vaisseau sanguin est blessé, diverses étapes se mettent en place.
- La vasoconstriction[3] est une réponse immédiate à la lésion d'un vaisseau. Elle se traduit par la contraction du vaisseau sanguin; le spasme vasculaire diminue le diamètre du vaisseau et ralentit le saignement. La vasoconstriction dure 15 à 60 secondes et a pour effet de ralentir la circulation sanguine au niveau du vaisseau déchiré et de faciliter le déroulement des réactions suivantes et d'accroître leur efficacité.
- L'hémostase primaire se produit de la manière suivante; les plaquettes se lient au collagène se trouvant sur les parois vasculaires. Elles sont exposées de manière à former un amas, le clou plaquettaire de Hayem (Georges Hayem) : l'agrégation plaquettaire provoque l'adhésion des plaquettes entre-elles.
- L'hémostase secondaire ou coagulation succède à ces étapes préliminaires. Tout d'abord, la phase préparatoire de la coagulation est déclenchée par le contact d'une protéine plasmatique, le facteur XII ou facteur Hageman[4] avec les tissus. La coagulation implique une cascade complexe de facteurs de coagulation, ce qui aboutit à la transformation du fibrinogène, une protéine du sang, en fibrine polymérisée, ce qui crée un caillot. Ce processus dure 3 à 6 minutes après rupture du vaisseau. Compris au départ par son processus in-vitro et séparé en voie extrinsèque intrinsèque et commune, la coagulation sanguine a vu son modèle changé au cours du temps. On l'explique actuellement par 4 phases : Initiation, amplification, propagation stabilisation.
- Le caillot attire et stimule la croissance de fibroblastes et de cellules de muscle lisse au sein de la paroi vasculaire, et entame le processus de réparation qui résultera finalement en la dissolution du caillot (fibrinolyse).
- La fibrinolyse ou la dissolution du caillot sanguin passe par la dégradation de la fibrine en PDF (produit de dégradation de la fibrine) et fragment FPa et FPb. Cette réaction est catalysée par la plasmine qui peut être régulée positivement ou négativement. Ainsi, le tPA (tissu Plasminogen Activator) active la plasminogène en plasmine, l'urokinase également mais dans une moindre mesure, alors que le PAI inhibe le tPA et l'α2-antiplasmine neutralise la plasmine[5].

## Troubles de l'hémostase
L'hémostase, comme fonction physiologique, mène à la thrombose puis se poursuit jusqu'à la dissolution du caillot sanguin. Les causes de la thrombose ont été décrites en premier par Rudolf Virchow en 1858, qui propose le terme de triade de Virchow pour expliquer les trois facteurs menant à la thrombose :
1. La lésion endothéliale (coupure intérieure d'un vaisseau sanguin) ;
2. L'anomalie du flux sanguin ;
3. L'état d'hypercoagulabilité.

Les troubles de l'hémostase peuvent toucher différentes phases de l'hémostase. La phase primaire correspondant aux premières actions physiologiques avant l'activation des facteurs en cascade. La phase secondaire correspondant à l'activation en cascade amenant à la formation du réseau de fibrine emprisonnant les globules rouges. Cet amas forme le thrombus et permet d'arrêter le saignement, le temps de la cicatrisation.
Le thrombus rouge ne peut pas se former complètement en raison d'un flux sanguin trop important, selon que la circulation est artérielle ou veineuse.

### Hémostase et circulation sanguine
La finalité de la coagulation dans son aboutissement total est la formation d'un caillot sanguin appelé thrombus rouge. Les événements hémostatiques peuvent ne pas se dérouler jusqu'à cette étape finale qui nécessite des conditions physiologiques optimales. La pression sanguine trop importante,  dans les artères (vaisseaux dont le flux sanguin sort du cœur), par exemple, raccourcit le processus. Dans ce cas, l'hémostase est principalement activé jusqu'à la phase plaquettaire et forme le thrombus blanc. Le thrombus rouge doit son nom à sa couleur, due à l'emprisonnement des globules rouges par le réseau de fibrine. Le thrombus blanc, quant à lui, est essentiellement formé de plaquettes agrégées. Le thrombus rouge se situe au niveau des veines et le blanc au niveau des artères, lorsqu'il y a thrombose. En effet, dans les veines le flux sanguin est plus lent et toutes les étapes de l'hémostase peuvent se dérouler. De la circulation sanguine dépendent donc les troubles hémostatiques.

### Troubles de l'hémostase primaire
- Thrombocytopénie[7] (purpura thrombopénique idiopathique) : observable par une chute des plaquettes, appelées aussi thrombocytes. La coagulation intravasculaire disséminée (CIVD) également peut se manifester par un abaissement du niveau plaquettaire.
- Maladie de von Willebrand[8] (vWF) : ce facteur globule blanc, lors d'une brèche, permet de stimuler les plaquettes.

### Troubles de l'hémostase secondaire

#### Maladies hémorragiques
- Hémophilies[9].
- Déficit en vitamine K[10].
- Insuffisance hépatocellulaire (dysfonctionnement des cellules du foie).

#### Maladies procoagulantes
- Phlébites[11], problème circulatoire au niveau des jambes dû à la formation d'un caillot laissant passer le sang partiellement ou bloquant la circulation.
- TV (thrombose veineuse).
- TVP (thrombose veineuse profonde).
- CIVD (coagulation intravasculaire disséminée)[12].
- Embolies systémiques.

Ces maladies doivent être traitées car elles peuvent mener à des embolies pulmonaires ou des AVC (accidents vasculaires cérébraux).

### Pathologie des inhibiteurs de la coagulation
Les inhibiteurs de la coagulation sont des facteurs anticoagulants permettant l'arrêt du processus de coagulation, prémisse au retour de la circulation sanguine normale. Comme la Protéine C, la Protéine S, l'Antithrombine, la Thrombomoduline, ces molécules agissent comme inhibiteurs et font pencher la balance vers le retour à la circulation sanguine normale. À l'inverse, si ces facteurs sont défectueux l'état procoagulatoire ne peut s'arrêter, ce qui peut amener à des thromboses.

## Thérapie

### Maladies hémorragiques et traitements
La maladie hémorragique la plus connue est l'hémophilie. Il s'agit de déficits congénitaux, génétiques ou acquis de certains facteurs de coagulation. L'hémophilie concerne avant tout le facteur VIII:c et facteur IX mais peut concerner aussi le facteur XI. Le déficit du facteur VIII:c est appelé « hémophilie A » et celui de facteur IX « hémophilie B ». Quant au déficit de facteur XI, il peut être nommé « hémophilie C ». L'hémophilie survient soit  à la suite de troubles génétiques, soit elle provient d'auto-anticorps neutralisant les facteurs présents. Si ces anticorps sont présents dès la naissance les troubles sont dits congénitaux. L'hémophilie peut aussi être acquise lors d'une défaillance du système immunitaire ce qui déclenche une maladie auto-immune. Les auto-anticorps sont souvent dirigés contre le facteur VIII:c.
La posologie médicamenteuse peut être une supplémentation des facteurs activés défaillant, comme le facteur VIII:c ou facteur IX, ou de facteur XI dans le cas de l'hémophilie héréditaire ou congénitale. Ces facteurs peuvent être extraits d'un pool de plasma par méthode chromatographique ou synthétisé par recombinaison génétique. La recombinaison génétique permet également de modifier certains de ces facteurs, pour les rendre plus résistants (allongement de la durée de demi-vie) et ainsi plus performants dans le traitement des hémophiles, comme par l'ajout d'un groupement PEG (polyéthylène glycol) à la structure d'un facteur. Dans le cas de présence d'auto-anticorps anti-FVIII, la neutralisation de ces anticorps peut être envisagée.
L'hémorragie peut, également, survenir à la suite d'un traitement anticoagulant, chez des patients auxquels une dose non adaptée a été administrée. Le chirurgien, dans ce cas, envisage un traitement mais qui est limité par les outils qu'il a à sa disposition. Ainsi, s'il existe un inhibiteur de l'anticoagulant injectable, une dose peut être injectée au patient. S'il n'en existe pas, le clinicien doit chercher à limiter le saignement par ajout de facteurs anticoagulants spécifiques. Le patient peut, aussi, être dialysé ; procédé qui permet de filtrer le sang à travers une membrane artificielle et d'extraire l'anticoagulant. Le sang épuré est réinjecté avec un dialysat artificiel contant de l'eau pure et des sels minéraux de composition comparable à celle du sang.
Dans le cas de traitements à base d'Anti-vitamines K, le traitement en cas d'hémorragie médicamenteuse consiste à supplémenter le sang en facteurs de coagulation actifs. Si le traitement est un anticoagulant anti-IIa ou anti-Xa, les facteurs spécifiques FIIa dans le premier cas et FXa dans le deuxième peuvent être injectés au patient.
L’idarucizumab est un antidote neutralisant le dabigatran qui est anticoagulant, agissant sur la thrombine. Cet antidote est un fragment d'anticorps neutralisant directement le dabigatran. Les anti-FXa peuvent être neutralisés par l’andexanet alfa, qui est une molécule recombinante. Ces anti-FXa sont l'enoxaparine et le fondaparinux, analogues de l'héparine mais aussi des anticoagulants directs (rivaroxaban, apixaban, edoxaban).

### Traitement des maladies pro-coagulantes
L'utilisation des médicaments anticoagulants permet de neutraliser l'état d'hypercoagulabilité. Des médicaments ont été développés au cours du temps.
- Les antivitamines K[20] ou AVK permettent de neutraliser la vitamine K qui a un rôle dans la maturation des facteurs de la coagulation. L'absence de vitamine K rend les facteurs de la coagulations inactivables.
- Les inhibiteurs de la thrombine injectables[21] (Lépirudine, Désirudine, Bivalirudine).
- L'inhibiteur de la thrombine à prise orale (Dabigatran).
- Les inhibiteurs du facteur Xa[22] (héparines non fractionnés et de bas poids moléculaire, Argatroban, Arixtra), FXa inhibé par l'intermédiaire du facteur régulateur de la coagulation, l'antithrombine.
- Les inhibiteurs du facteur Xa direct et à prise orale (Apixaban, Rivaroxaban, Edoxaban, Bétrixaban). Certains médicaments en s'éliminant produisent des métabolites pouvant également avoir un effet anticoagulant comme c'est le cas pour l'Edoxaban[23].
- La chirurgie permet d'éliminer les caillots bouchant un vaisseau sanguin et s'accompagne d'un traitement anticoagulant[24].

#### Les anticoagulants injectables

##### Utilisation à l'origine
En cas de chirurgie, les médicaments anticoagulants utilisés sont injectables comme l'héparine ou l'hirudine. Ces médicaments ont été utilisés avec succès pendant de nombreuses années et restent utilisables en chirurgie, principalement l'héparine. L'hirudine est de moins en moins utilisée, pouvant causer des saignements difficilement contrôlables. Il existe également certaines personnes qui peuvent développer une allergie à l'héparine, même si ce cas reste très rare. Des solutions ont été trouvées pour répondre à ces problèmes par l'utilisation de palliatifs thérapeutiques, cela est développé ci-après.

##### Effets secondaires
Il existe cependant des cas où ces médicaments donnent des complications. L'héparine (anticoagulant anti FXa) peut entraîner l'apparition d'une TIH (thrombopénie induite par l'héparine).
La TIH est identifiée par une chute des thrombocytes ou plaquettes est en fait une réaction allergique du patient ; le patient développe des anticorps contre les plaquettes modifiées par l'héparine, ce qui entraîne une activation de la coagulation. L'héparine développe un rôle inverse que sa réelle utilisation thérapeutique et fait donc courir un risque mortel au patient. Il est possible dans ce cas, d'utiliser des héparines fractionnés, créant moins de réactions allergiques ou d'autres anti-coagulants basés sur la neutralisation du FIIa comme l'hirudine, utilisable en injection. L'hirudine, un anti-thrombine se lie sur la thrombine (FIIa) de manière irréversible, ce qui entraîne pour le patient des risques hémorragiques. Cette molécule peut être remplacée par l'argatroban ou la bivalirudine qui sont actifs, également, sur la thrombine mais s'y liant de manière réversible. La bivalirudine est utilisée, dans le cas de chirurgie cardiopulmonaire et lors de mise en place d'un contournement de la circulation sanguine (circulation extra-vasculaire).
Outre, les pathologies TIHs les héparines peuvent provoquer des hémorragies, lors d'un surdosage. Ces saignements sont particulièrement présents chez les patients traités à l'hirudine selon de nombreuses publications. L'hirudine réagit sur la thrombine de façon irréversible, ce qui demande un ajustement posologique précis.

#### Les médicaments à prise oraleAntivitamine Ket AODs (anticoagulants oraux directs)
Depuis 10 à 15 ans sont apparus une nouvelle sorte d'anticoagulants. Ils sont spécifiques de certains facteurs de la coagulation comme le facteur IIa (Thrombine) ou le facteur Xa. Comme les AVKs, ils sont absorbables par voie orale mais ne présentent pas les mêmes contraintes alimentaires.
Les AVKs, en effet, agissent directement sur la synthèse des protéines en les empêchant d'entrer à maturation. Ces facteurs n'étant plus matures ne peuvent plus être activés dans la cascade de coagulation. Il s'agit des facteurs (FII, FVII, FIX et FX) ainsi que des inhibiteurs de la coagulation (protéines C et S).
Les anticoagulants peuvent être spécifiques du facteur Xa (Apixaban, Rivaroxaban, Edoxaban) ou de la thrombine (FIIa) (Dabigatran) Ces anticoagulants sont utilisés en relais après une opération chirurgicale mais doivent être dosés chez certains patients. Il s'agit de patients aux caractéristiques extrêmes, très faible poids ou très élevé, âge important ou patients ayant des antécédents thrombotiques.
Il existe des tests spécifiques de laboratoire pour chacun de ces anticoagulants.

## Le problème des TIH
Pour tout traitement à base d'héparine, le chirurgien doit s'assurer que le patient ne développe pas une thrombopénie induite par l'héparine (TIH) par suite du traitement injecté. L'héparine, anticoagulant injectable communément utilisé pour traiter les patients en cas de chirurgie, peut déclencher avec le temps une pathologie particulière. Cette pathologie est observable par la chute des thrombocytes, appelés aussi plaquettes. Il peut y avoir aussi chez le patient l'observation de coagulation intravasculaire disséminée (CIVD).
Il s'agit d'une action inverse de l'héparine qui, au lieu de jouer son rôle d'anticoagulants, provoque indirectement des agrégations plaquettaires et l'activation par endroit de la coagulation. Cela met le patient susceptible de développer des thromboses en grave danger et nécessite de trouver au plus vite un traitement palliatif car le risque de décès est très important.
Il a été démontré que les TIH pouvaient être engendrées par des auto-anticorps spécifiques des plaquettes, plus précisément du fragment PF4. Il s'agirait d'une modification de la surface plaquettaire provoquée par l'héparine. Une solution a été trouvée : traiter les patients avec des héparines composés de chaînes moléculaires moins longue, donc de bas poids moléculaire. Mais il reste des cas de patients développant des TIH avec ces molécules modifiées.

### traitements palliatifs
Lorsque les TIH ont été identifiés les chirurgiens utilisèrent l'autre anticoagulant historiquement connu, l'hirudine, spécifique de la thrombine mais non réversible. L'hirudine a provoqué de nombreux accidents dus à des saignement. La recherche de nouvelles molécules a dû être envisagé.
Des dérivés de l'héparine sont apparus comme l'argatroban ou l'enoxaparine qui sont des molécules modifiées proche de l'Héparine.
D'autres molécules anticoagulantes depuis quelques années synthétisées par l'industrie pharmaceutique et pouvant être pris oralement commencent à s'imposer comme traitements palliatifs.
Ils présentent l'avantage de permettre à des patients ayant tendance à avoir des thromboses récidivantes de pouvoir suivre un traitement à la maison. Ces médicaments peuvent être anti-FIIa ou anti FXa. Ils sont appelés AODs (anticoagulants oraux directs) :
1. AntiI-FIIa : Dabigatran ;
2. Anti-FXa : Apixaban, Rivaroxaban, Edoxaban[34], Betrixaban[35].

## Tests hémostatiques

### Tests en salle opératoire de l'hémostase
Le test ACT (activated clotting times) peut se réaliser directement en salle opératoire et s'effectue sur du sang total. Il évalue le temps de coagulation global avec un activateur particulier. Cela donne une idée générale de la réaction de coagulation permettant de détecter les premiers troubles. Ce test est principalement utilisé en cas de chirurgie cardiaque.

### Tests de laboratoire de l'hémostase
La coagulation peut aussi être testée en laboratoire biologique :
En laboratoire, il existe plusieurs tests permettant d'évaluer la coagulation: les tests moléculaires de numération plaquettaire et aussi des tests spécifiques de la qualité des facteurs de la coagulation de la voie extrinsèque (temps de prothrombine) ou de la voie intrinsèque (temps de céphaline activé). Ces deux derniers tests nécessitent l'utilisation d'un des composants du sang des patients, le plasma sanguin.
Le plasma du sang est obtenu par centrifugation sous anticoagulant, Citrate de sodium, EDTA (Éthylènediaminetétraacétique) ou héparine. Selon l'anticoagulant utilisé, pour recueillir le sang le test réalisé est différent.

#### Tests à partir de plasma recueillis sous EDTA
L'EDTA chélate les ions calcium, essentiels dans la réaction de coagulation. Le sang recueilli avec cet anticoagulant est utilisé pour observer les éléments figurés du sang ; numération des cellules sanguines, les globules rouges ou les globules blancs, les plaquettes (premiers éléments du sang intervenant dans l'hémostase).

#### Tests à partir de plasmas recueillis sous citrate de sodium
- Il est possible d'obtenir par centrifugation douce à partir d'un sang recueilli sur tube de citrate de sodium un plasma riche en plaquette PRP. Une centrifugation plus intense constitue le PPP (plasma pauvre en plaquettes). Ces différents qualité de plasmas permettent de réaliser des tests spécifiques d'agrégation plaquettaire, pour un patient donné.

- Pour l'évaluer les tests de thrombose, le plasma est essentiellement recueilli sur des tubes de citrate de sodium.

#### Tests de coagulation
Le temps de prothrombine ou test TP explore l'efficacité des Facteurs VII, II ou prothrombine, Facteur X Facteur V. Sa mesure permet de suivre le traitement des patients sous anticoagulants AVK, par mesure de l'INR (en utilisant le temps de prothrombine et détermination du taux de prothrombine).
Le TCA anormal donc allongé permet de conclure à un déficit qualitatif ou quantitatif du facteur VIII Facteur IX, Facteur XI ou XII et du facteur Willerbrand.
Ces tests peuvent en outre être complétés par des analyses de certains facteurs unitaires, le facteur X seul, le facteur VII seul, le facteur VII activé, le facteur VII+X, le facteur IX, le facteur VIII:c, etc. Ils peuvent être testés en concentration par des tests chromogènes ou par leur capacité anticoagulante par des tests coagulométriques.
Il est possible aussi de tester spécifiquement les facteurs activés.
Enfin, de plus en plus, des tests sont proposés pour le dosage d'anticoagulants par réaction chromogène ou par mesure du retardement du temps de coagulation.
Ainsi, les AODs ne nécessitent en général pas de dosage. Cependant dans certains cas les doser dans le sang des patients s'est avéré utile. En effet, certains patients avec des risques thrombotiques particuliers nécessitent un suivi.
Cela est le cas des patients ayant des risques de thromboses élevés après une opération, pour des patients ayant un poids extrême très faible en dessous de 50 kg ou très élevés supérieur à 120 kg, des patients avec risque de saignement. Certains AODs sont éliminés par le rein, les patients avec une déficience rénale doivent avoir une surveillance particulière. Pour tous ces cas, des dosages sont disponibles.
Spécialement, les AODs anti-Xa étaient prévus au début en chirurgie orthopédique. Pour éviter toute complication et risque de thrombose post opératoire, doser le médicament s'est avéré parfois nécessaire.

#### Tests de Fibrinolyse
Les tests de fibrinolyses concernent essentiellement le facteur de la coagulation responsable du maillage de Fibrine. Avant son activation en Fibrine, le Fibrinogène est constitutif du sang, lors de la phase de coagulation il est clivé en Fibrine et sa concentration générale dans le sang diminue, évaluer sa concentration permet de mettre en évidence un état thrombotique si celle-ci est diminuée par rapport à des normes définies. Cependant, faire un test de concentration de Fibrinogène n'est pas suffisant car un abaissement de son taux pourrait venir de toute autre cause dont la présence d'anticorps anti-Fibrinogène. Le tests D-Dimère est plus spécifique de la Fibrinolyse car il mesure la présence de produits de dégradations, il indique la présence de Thrombus en état de Lyse.  

#### Tests spécifiques des anticoagulants

##### Dosage des anticoagulants injectable
Avec le temps des tests de plus en plus spécifiques des anticoagulants ont été créés par les industriels. Il existe ainsi des tests spécifiques das anticoagulants injectables basés sur la neutralisation du facteur que l'anticoagulant cible. Ainsi, l'héparine peut être dosé en retour, grâce à un réactif chromogène réagissant soit avec le FIIa soit avec le  FXa. De la même manière, ce type de test peut être développé pour l'hirudine avec le dosage en retour du FIIa. Il existe aussi des méthodes coagulantes mesurant l'allongement du temps de coagulation en fonction de la concentration d'anticoagulant. Un tel test a été développé pour l'hirudine ou d'autres anti-IIa.  
L'héparine neutralise le FXa et le FIIa par le biais de l'Antithrombine à qui elle confère une activité 500 à 1 000 fois supérieure dans l'inhibition de ces deux molécules. Des études ont montré que les tests chromogènes basés sur le dosage en retour du FXa sont plus efficaces, ils sont généralement privilégiés pour doser l'héparine.  

##### Dosage des anticoagulants directs à prise orale
Le développement des tests sur les marchés d'anticoagulants spécifiques, d'un ou deux facteurs de la coagulation, a pu être étendu aux anticoagulants AODs, introduits plus tard en utilisation clinique. Les tests des héparines peuvent être utilisés pour doser les AODs anti-Xa et ceux de l'hirudine le dabigatran, AOD anti-IIa. 
Des tests innovants permettent dans le cas de relais vers un anticoagulant à prise oral après une opération sous héparine de doser, soit spécifiquement l'AOD, soit l'activité anticoagulante globale pouvant être provoqué à la fois par le résiduel d'héparine qui s'ajoute au traitement oral. Ce type de test permet au médecin d'ajuster au mieux le traitement pour son patient en vérifiant l'élimination de l'héparine ou de l'AOD au cours du temps.

## Hémostase médicale
L'hémostase est étudiée depuis plus de cent-cinquante ans. Elle a été théorisée par Virshow en 1958 dans les pathologies liés à son dysfonctionnement (voir troubles de l'hémostase). L'observation de coupes de tissus a permis au début du XXe d'avoir une première approche du processus physiologique hémostatique et de la nature des acteurs biologiques intervenants.
L'acte médical consistant d'empêcher les saignements issus d'une plaie ou provenant d'un acte chirurgical est aussi appelé hémostase. Cet acte nécessite un matériel spécifiquement dédié. Cela peut être une pince (clamp) posée sur un vaisseau pour en interrompre le flux sanguin (« clampage »).
Pour les vaisseaux fins ou lorsque les parois doivent être préservés, les mors de la pince peuvent être protégés par des embouts plastiques (certaines pinces sont directement conçues pour être atraumatiques) ou utiliser des lacs chirurgicaux qui sont de petits élastiques en silicone souple, passés de part et d'autre, du vaisseau et tirés par une pince pour les couder. Les lacs chirurgicaux permettent la rétraction, l’occlusion des artères et veines sans traumatismes. 
L'hémostase peut être faite de manière définitive en pratiquant la ligature d'un vaisseau qui consiste à réaliser un nœud avec un fil chirurgical sur le vaisseau ou en appliquant un clip métallique. En neurochirurgie, pour arrêter le saignement de la tranche de section de l'os du crâne et en chirurgie cardiaque pour arrêter le saignement de la tranche de section sternale, on applique de la cire de Horsley. Dans la plupart des chirurgies, l'hémostase est réalisée en brûlant au bistouri électrique ou à la pince bipolaire le vaisseau qui saigne, ceci notamment pour les vaisseaux du tissu sous-cutané.
Par des procédés radiologiques, on peut aussi boucher un vaisseau sanguin depuis l'intérieur du vaisseau par embolisation. Le traitement des anévrismes intracrâniens fait appel à des coils (petits ressorts en platine) qui évitent la déformation du vaisseau.
À ces mesures chirurgicales s'ajoutent des mesures de réanimation quand l'hémostase physiologique du patient devient pathologique (diminution des facteurs de coagulation, des plaquettes) via des transfusions de produits dérivés du sang ayant pour but de relever la coagulation.
On peut à juste titre concéder à Eugène Koeberlé la paternité de ces techniques puisqu'il a, dès 1862, perfectionné une panoplie d'instruments dont sa fameuse pince hémostatique à cliquet.
Intervenir sur l'hémostase, c'est également traiter les cas d'hypercoagulabilité par des traitements spécifiques.